# Onosma thomsonii
Onosma thomsonii är en strävbladig växtart som beskrevs av Charles Baron Clarke. Onosma thomsonii ingår i släktet Onosma och familjen strävbladiga växter. Inga underarter finns listade i Catalogue of Life.